# Айбаши
В Татарстане есть село Айбаш.
Айбаши — село в Старомайнском районе Ульяновской области. Входит в Матвеевское сельское поселение.

## Название
Этимология топонима: «Айбаши» с (тюрк.):
первый вариант: «Ай» — луна, месяц; «Баш» — голова; что означает — «Светлоголовые»;
второй вариант: «Айбаш» — мужское имя, «мальчик рождённый в начале месяца», в древности считалось, что одарённый.

## География
Село расположено в 35 км от райцентра Старая Майна и в 80 км от областного центра Ульяновск. На левом низменном берегу реки Утка (приток Волги).

## История
Айбаши основано в 1685 году, когда сюда переселился мордвин из деревни Чюварлей Алатырского уезда и 6 выходцев из деревни Бессоновой Казанского уезда и дали название Айбашевский выселок.
В 1698-99 гг. по указу Пётра I их выселили под поселение шляхтичей. Затем сюда переселили крепостных крестьян помещика Наумова и обновлённую деревню назвали Загудаевкой.
В 1859 году деревня Айбаши (Айбашевский выселок, Загудаевка) вошла в состав 1-го стана Спасского уезда Казанской губернии.
В 1861 году деревня вошла в состав Жедяевской волости.
В 1914 году началась Первая мировая война, с которой не вернулись жители села.
В 1918 году в деревне образован сельский Совет.
В 1920 году, при образовании ТатАССР, село вошло в состав Мелекесского уезда Самарской губернии.
В 1928 году — в составе Старомайнского района Средне-Волжской области.
В 1930 году в деревне образован колхоз «Путь к Коммунизму», но в этом же году упразднён Айбашский сельсовет и колхоз стал относиться к Кокрятскому сельскому Совету. Открылась начальная школа (закрыта в 1970-х годах), организован Лесхоз и пасека.
На 1931 год — в составе Кокрятского с/с Чердаклинского района Средневолжского края.
В 1930-х годах при всеобщей Коллективизация в СССР прошли массовые репрессии.
В 1941 году началась Великая Отечественная война, с которой не вернулись 43 жителя села.
В 1943 году — в составе Ульяновской области.
В 1953 году, при укрупнении с/с, Айбаши вошла в состав Жедяевского с/с.
В 1958 году Айбашинский колхоз «Путь к Коммунизму» присоединён к Матвеевскому колхозу «Память Ильича», а в 1963 году этот колхоз сменил название и стал называться «Имени Крупской».
В 2005 году — в составе Матвеевского сельского поселения.

## Население
| Год  | Число дворов | Число жителей |
| ---- | ------------ | ------------- |
| 1859 | 20           | 217           |
| 1907 |              | 421           |
| 1908 | 68           | 411           |
| 1929 | 113          | 535           |
| 1931 | 116          | 567           |
| 1959 | —            | 417           |
| 1979 | —            | 203           |
| 1999 | 32           | 61            |
| 2010 | —            | 34            |

| 2010 |
| ---- |
| 34   |

## Инфраструктура
Сельское хозяйство. Две улицы: ул. Куркина (бывшая Новая) и Магистральная ул. (бывшая Кустовка).

## Транспорт
Просёлочные дороги, выезд на автодорогу местного значения 73К-1428.